# Vulnerabilitate (securitatea informației)
În securitatea informației, o vulnerabilitate este o slăbiciune a unui calculator sau a unei rețele, ce permite unui atacator să reducă asigurarea informației. Vulnerabilitatea este intersecția a trei elemente: susceptibilitatea unui sistem sau defectul, accesul atacatorului la defect și capacitatea atacatorului de a exploata defectul.  Pentru a exploata vulnerabilitatea, atacatorul trebuie să dispună de cel puțin o unealtă aplicabilă sau tehnică pentru a se conecta la slăbiciunea unui sistem. În acest context, vulnerabilitatea este de asemenea cunoscută ca suprafață de atac.

## Definiții
ISO 27005 definește vulnerabilitatea ca:
O slăbiciune a unui bun sau a unui grup de bunuri, ce poate fi exploatată de una sau mai multe amenințări

## Exemple de vulnerabilități
Vulnerabilitățile exploatate sunt erori care apar în diferite faze ale dezvoltării, respectiv folosirii sistemelor și pot fi clasificate în următoarele categorii:
- Vulnerabilitate de proiectare - o eroare care apare în faza de concepție, și pe care chiar o implementare ulterioară perfectă nu o va înlătura
- Vulnerabilitate de implementare - apare ca urmare a fazei de punere în practică a proiectului.
- Vulnerabilitate de configurare - apare ca urmare a erorilor făcute în configurarea sistemelor, cum ar fi folosirea codurilor de acces implicite sau a drepturilor de scriere a fișierelor cu parole.

De asemenea, vulnerabilitățile sunt asociate cu:
- mediul fizic al sistemului
- personalul
- conducerea
- administrarea procedurilor și a măsurilor de securitate în cadrul unei organizații
- activitatea afacerii și livrarea serviciilor
- hardware
- software
- echipamentul de comunicații și facilitățile
- combinații între acestea.

Este evident că o abordare pur tehnică nu poate proteja nici bunurile fizice: este nevoie de o procedură administrativă pentru a permite accesul personalului de întreținere la diverse facilități și de oameni cu o cunoaștere adecvată a procedurilor, motivați să le urmeze cu atenție.